# José Ramón Martínez Bonhomo
José Ramón Martínez Bonhomo (Rota, Cádiz, España, 13 de enero de 1983) es un futbolista español. Juega de centrocampista y su equipo actual es el Terrassa Futbol Club, de la Segunda división B de España. 

## Clubes
| Club                 | País   | Año       |
| -------------------- | ------ | --------- |
| UD Roteña            | España | 2000-2005 |
| Valencia CF C        | España | 2005      |
| Xerez CD B           | España | 2005-2007 |
| At. Sanluqueño CF    | España | 2007-2008 |
| SD Huesca            | España | 2008-2010 |
| Terrassa Futbol Club | España | 2010      |
| La Sala F.C.         | España | 2011-     |